# Lepthyphantes microserratus
Lepthyphantes microserratus är en spindelart som beskrevs av Alexander Petrunkevitch 1930. Lepthyphantes microserratus ingår i släktet Lepthyphantes och familjen täckvävarspindlar.
Artens utbredningsområde är Puerto Rico. Inga underarter finns listade i Catalogue of Life.